# Ужгородський собор 1948
Ужгородський собор 1948 року — собор, у результаті якого була нібито скасована ужгородська унія 1646 року, насправді — привід для репресивного знищення радянським режимом греко-католицької церкви на Закарпатті.

## Дивитись ще
- Полоцький собор
- Львівський собор 1946